# Jiří Zachariáš
Jiří Zachariáš (* 16. dubna 1943 , Praha) je český skaut, skautský činovník a publicista – autor článků a knih o skautingu a o Jaroslavu Foglarovi.

## Životopis
Narodil se na pražském Žižkově v rodině knihaře.
Skautingu se začal věnovat již jako malý chlapec (má skautskou přezdívku Pedro), krátce byl členem 228. vlčácké smečky na Žižkově, v roce 1954 se pak stal členem Foglarovy Dvojky , tehdy skryté pod tábornickým oddílem Dynama Radlice, kde zůstal do roku 1958. Do oddílu se vrátil v roce 1982 jako vedoucí a působil zde až do začátku devadesátých let.
Od roku 1962 vedl Zachariáš turistický oddíl při ČSAV (spolu s Jiřím Kafkou), v roce 1965 se podílel na založení střediska Psohlavci, v roce 1968 založil skautské středisko Spirála a podílel se na obnově Junáka v Československu v období Pražského jara.
V roce 1970, po rozpuštění Junáka, přešel se svým oddílem do tábornické unie mládeže při TJ Slavie Žižkov.
Byl také vydavatelem samizdatového časopisu Cesta, určeného roverům.
V roce 1987 podepsal Chartu 77.
Po listopadu 1989 se spolupodílel na založení Svazu skautů a skautek České republiky.
Byl redaktorem skautského časopisu ČIN – nezávislého zpravodaje čs. skautů a skautek .
Od roku 2009 připravuje jako člen „Kruhu přátel odkazu J. Foglara“ ve spolupráci s Jiřím Stegbauerem-Jurou (editor), Lubošem Trkovským a Petrem Vyletou Sborník nezávislých foglarovců.. Přispívá i do dalších skautských tiskovin a ve svých článcích a knihách se věnuje historii skautingu a osobnosti Jaroslava Foglara-Jestřába.